# Bradysia lilienthalae
Bradysia lilienthalae is een muggensoort uit de familie van de rouwmuggen (Sciaridae). De wetenschappelijke naam van de soort is voor het eerst geldig gepubliceerd in 1990 door Mohrig & Menzel.